# Le Vainqueur de l'espace
 (novembre 2023).
Si vous disposez d'ouvrages ou d'articles de référence ou si vous connaissez des sites web de qualité traitant du thème abordé ici, merci de compléter l'article en donnant les références utiles à sa vérifiabilité et en les liant à la section « Notes et références ».
Pour plus de détails, voir Fiche technique et Distribution.
Le Vainqueur de l'espace (Space Men) est un film italien réalisé par Antonio Margheriti, sorti en août 1960. Il s'agit du premier long métrage du réalisateur.

## Synopsis
Le jeune reporter Ray Peterson de "Interplanetary News" est envoyé à bord de la station spatiale BZ-88 pour écrire un article sur les "spacemen", des astronautes entraînés à la vie dans l'espace à bord de vaisseaux spatiaux. Malgré les problèmes avec le commandant de la base, George, ce sera à Peterson d'essayer d'arrêter le vaisseau spatial en perdition Alpha 2. Après la mort de l'équipage, le vaisseau spatial continue d'être en pilotage automatique et est sur une trajectoire de approche de la Terre qu'elle risque de détruire à cause du rayonnement de ses générateurs photoniques. Peterson devra embarquer, changer de cap et s'échapper à temps.

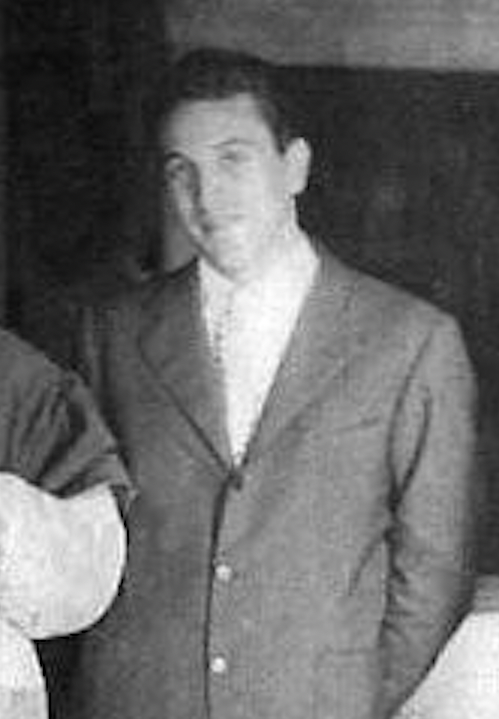
Antonio Margheriti en 1953

## Fiche technique
- Titre : Le Vainqueur de l'espace
- Titre original : Space Men
- Réalisation : Antonio Margheriti
- Scénario : Ennio De Concini et Jack Wallace
- Musique : Lelio Luttazzi
- Pays d'origine : Italie
- Format : Couleurs - Mono
- Genre : science-fiction
- Date de sortie : 1960

## Distribution
- Rik Van Nutter : Ray Peterson (IZ41)
- Gabriella Farinon (en) : Lucy (Y13)
- David Montresor : George
- Archie Savage : Al (X15)
- Anita Todesco : Venus Control